# 日本自費出版ネットワーク
特定非営利活動法人日本自費出版ネットワーク（にほんじひしゅっぱんネットワーク）は、会社・個人で構成され、「日本自費出版文化賞」の主管や「自費出版ホームページ」の運営などさまざまな事業を行っている民間団体である。
定款でのその目的は「日本全国で広く行われている自費出版を新しい民衆文化ととらえ、その普及を通じて学術、文化、芸術の振興と豊かな市民生活の創造を目指す。そのため、自費出版物の作成にかかわるあらゆる活動を支援するとともに、インターネットなどを利用した自費出版情報の発信、流通、販売支援などを行い、多くの市民が自由に自己表現できる社会の実現」。
- 2004年6月にNPO法人の承認を受ける。前身の自費出版ネットワーク（任意団体）は1996年9月19日に発足。
- 2007年3月現在の会員は約110社ですべて法人。他に賛助会員（個人）が約50人。

- 2018年5月時点
  - 代表理事 中山千夏、川井信良（ぶんしん出版代表取締役社長）
  - 副代表理事 岩根順子（サンライズ出版＝滋賀県）、山崎領太郎（揺籃社＝東京都）